# لزلی ویلسون (دوچرخه‌سوار)
لزلی ویلسون (انگلیسی: Leslie Wilson; ۳ ژانویهٔ ۱۹۲۶ – ۲۰ ژانویهٔ ۲۰۰۶) دوچرخه‌سوار اهل بریتانیا بود. وی در بازی‌های المپیک تابستانی ۱۹۵۲ شرکت کرده است.